# Bahnstrecke Kamienna Góra–Jelenia Góra
| |                                   |                                                  |                                                  |
| Streckennummer: | 308 (D-29)                        |                                                  |                                                  |
| Kursbuchstrecke (PKP): | -                                 |                                                  |                                                  |
| Streckenlänge: | 39,986 km                         |                                                  |                                                  |
| Spurweite: | 1435 mm (Normalspur)              |                                                  |                                                  |
| Stromsystem: | bis Juli 1945: 15 kV, 16 2/3 Hz ~ |                                                  |                                                  |
| Streckengeschwindigkeit: | 80 km/h                           |                                                  |                                                  |
| |                                   |                                                  |                                                  |
| \| \| \| von Sędzisław \| \| \| \| 0,000 \| Kamienna Góra früher Landeshut (Schles) \| Kamienna Góra früher Landeshut (Schles) \| \| \| \| nach Okrzeszyn \| \| \| \| \| nach Lubawka \| \| \| \| 1,780 \| Infrastrukturgrenze PLK / DSDIK \| Infrastrukturgrenze PLK / DSDIK \| \| \| 3,040 \| Infrastrukturgrenze DSDIK / PLK \| Infrastrukturgrenze DSDIK / PLK \| \| \| 5,162 \| Pisarzowice früher Schreibendorf (Rsgb) \| Pisarzowice früher Schreibendorf (Rsgb) \| \| \| 7,596 \| Szarocin früher Pfaffendorf (Kr Landeshut) \| Szarocin früher Pfaffendorf (Kr Landeshut) \| \| \| 7,945 \| Infrastrukturgrenze PLK / DSDIK \| Infrastrukturgrenze PLK / DSDIK \| \| \| 9,355 \| Leszczyniec früher Haselbach (Kr Landeshut) \| Leszczyniec früher Haselbach (Kr Landeshut) \| \| \| 13,050 \| Ogorzelec früher Dittersbach städt \| Ogorzelec früher Dittersbach städt \| \| \| 13,865 \| Ogorzelecki (1027 m) \| Ogorzelecki (1027 m) \| \| \| 15,882 \| Kowary Górne früher Ober Schmiedeberg (Rsgb) \| Kowary Górne früher Ober Schmiedeberg (Rsgb) \| \| \| 20,101 \| Kowary Średnie früher Mittel Schmiedeberg (Rsgb) \| Kowary Średnie früher Mittel Schmiedeberg (Rsgb) \| \| \| 21,276 \| Kowary Zdrój früher Schmiedeberg Bornhöhe \| Kowary Zdrój früher Schmiedeberg Bornhöhe \| \| \| 22,413 \| Kowary Ścięgny früher Wagnerberg \| Kowary Ścięgny früher Wagnerberg \| \| \| 25,132 \| Kowary früher Schmiedeberg (Rsgb) \| Kowary früher Schmiedeberg (Rsgb) \| \| \| 27,766 \| Kostrzyca früher Quirl \| Kostrzyca früher Quirl \| \| \| \| von Karpacz (vorm. Riesengebirgsbahn) \| \| \| \| 30,377 \| Mysłakowice früher Zillerthal-Erdmannsdorf \| Mysłakowice früher Zillerthal-Erdmannsdorf \| \| \| 33,590 \| Łomnica früher Lomnitz (Rsgb) (ehem. Bf) \| Łomnica früher Lomnitz (Rsgb) (ehem. Bf) \| \| \| 35,549 \| Łomnica Dolna früher Niederlomnitz \| Łomnica Dolna früher Niederlomnitz \| \| \| 36,621 \| Łomnica Średnia \| Łomnica Średnia \| \| \| 37,818 \| Infrastrukturgrenze DSDIK / PLK \| Infrastrukturgrenze DSDIK / PLK \| \| \| \| von Wrocław Świebodzki \| \| \| \| 39,986 \| Jelenia Góra früher Hirschberg (Rsgb) Hbf \| Jelenia Góra früher Hirschberg (Rsgb) Hbf \| \| \| \| nach Żagań \| \| \| \| \| nach Kořenov \| \| \| \| \| nach Görlitz/Zgorzelec \| \| \| \| \| \| \| \| Quellen: [1][2][3][4] \| \| \| \| |                                   |                                                  |                                                  |
| Strecke |                                   | von Sędzisław                                    | von Sędzisław                                    |
| Bahnhof | 0,000                             | Kamienna Góra früher Landeshut (Schles)          | Kamienna Góra früher Landeshut (Schles)          |
| Abzweig geradeaus und ehemals nach links |                                   | nach Okrzeszyn                                   | nach Okrzeszyn                                   |
| Abzweig ehemals geradeaus und nach links |                                   | nach Lubawka                                     | nach Lubawka                                     |
| Wechsel des Eisenbahninfrastrukturunternehmens (Strecke außer Betrieb) | 1,780                             | Infrastrukturgrenze PLK / DSDIK                  | Infrastrukturgrenze PLK / DSDIK                  |
| Wechsel des Eisenbahninfrastrukturunternehmens (Strecke außer Betrieb) | 3,040                             | Infrastrukturgrenze DSDIK / PLK                  | Infrastrukturgrenze DSDIK / PLK                  |
| Bahnhof (Strecke außer Betrieb) | 5,162                             | Pisarzowice früher Schreibendorf (Rsgb)          | Pisarzowice früher Schreibendorf (Rsgb)          |
| Bahnhof (Strecke außer Betrieb) | 7,596                             | Szarocin früher Pfaffendorf (Kr Landeshut)       | Szarocin früher Pfaffendorf (Kr Landeshut)       |
| Wechsel des Eisenbahninfrastrukturunternehmens (Strecke außer Betrieb) | 7,945                             | Infrastrukturgrenze PLK / DSDIK                  | Infrastrukturgrenze PLK / DSDIK                  |
| Bahnhof (Strecke außer Betrieb) | 9,355                             | Leszczyniec früher Haselbach (Kr Landeshut)      | Leszczyniec früher Haselbach (Kr Landeshut)      |
| Bahnhof (Strecke außer Betrieb) | 13,050                            | Ogorzelec früher Dittersbach städt               | Ogorzelec früher Dittersbach städt               |
| Tunnel (Strecke außer Betrieb) | 13,865                            | Ogorzelecki (1027 m)                             | Ogorzelecki (1027 m)                             |
| Bahnhof (Strecke außer Betrieb) | 15,882                            | Kowary Górne früher Ober Schmiedeberg (Rsgb)     | Kowary Górne früher Ober Schmiedeberg (Rsgb)     |
| Bahnhof (Strecke außer Betrieb) | 20,101                            | Kowary Średnie früher Mittel Schmiedeberg (Rsgb) | Kowary Średnie früher Mittel Schmiedeberg (Rsgb) |
| Haltepunkt / Haltestelle (Strecke außer Betrieb) | 21,276                            | Kowary Zdrój früher Schmiedeberg Bornhöhe        | Kowary Zdrój früher Schmiedeberg Bornhöhe        |
| Haltepunkt / Haltestelle (Strecke außer Betrieb) | 22,413                            | Kowary Ścięgny früher Wagnerberg                 | Kowary Ścięgny früher Wagnerberg                 |
| Bahnhof (Strecke außer Betrieb) | 25,132                            | Kowary früher Schmiedeberg (Rsgb)                | Kowary früher Schmiedeberg (Rsgb)                |
| Haltepunkt / Haltestelle (Strecke außer Betrieb) | 27,766                            | Kostrzyca früher Quirl                           | Kostrzyca früher Quirl                           |
| Abzweig ehemals geradeaus und von links |                                   | von Karpacz (vorm. Riesengebirgsbahn)            | von Karpacz (vorm. Riesengebirgsbahn)            |
| Bahnhof | 30,377                            | Mysłakowice früher Zillerthal-Erdmannsdorf       | Mysłakowice früher Zillerthal-Erdmannsdorf       |
| Haltepunkt / Haltestelle | 33,590                            | Łomnica früher Lomnitz (Rsgb) (ehem. Bf)         | Łomnica früher Lomnitz (Rsgb) (ehem. Bf)         |
| Haltepunkt / Haltestelle | 35,549                            | Łomnica Dolna früher Niederlomnitz               | Łomnica Dolna früher Niederlomnitz               |
| Haltepunkt / Haltestelle | 36,621                            | Łomnica Średnia                                  | Łomnica Średnia                                  |
| Wechsel des Eisenbahninfrastrukturunternehmens | 37,818                            | Infrastrukturgrenze DSDIK / PLK                  | Infrastrukturgrenze DSDIK / PLK                  |
| Abzweig geradeaus und von rechts |                                   | von Wrocław Świebodzki                           | von Wrocław Świebodzki                           |
| Bahnhof | 39,986                            | Jelenia Góra früher Hirschberg (Rsgb) Hbf        | Jelenia Góra früher Hirschberg (Rsgb) Hbf        |
| Abzweig geradeaus und nach rechts |                                   | nach Żagań                                       | nach Żagań                                       |
| Abzweig geradeaus und nach links |                                   | nach Kořenov                                     | nach Kořenov                                     |
| Strecke |                                   | nach Görlitz/Zgorzelec                           | nach Görlitz/Zgorzelec                           |
| |                                   |                                                  |                                                  |
| Quellen: |                                   |                                                  |                                                  |

Die Bahnstrecke Kamienna Góra–Jelenia Góra ist eine Nebenbahn in Polen. Sie zweigt in Kamienna Góra (Landeshut) von der Bahnstrecke Sędzisław–Lubawka und führt am Fuß des Riesengebirges in Niederschlesien über Kowary (Schmiedeberg) nach Jelenia Góra (Hirschberg), wo sie in die Bahnstrecke Wrocław Świebodzki–Zgorzelec einmündet.
Seit 2021 gehört sie zum wojewodschaftseigenen Eisenbahninfrastrukturunternehmen Dolnośląska Służba Dróg i Kolei we Wrocławiu (DSDIK). Eine Wiederinbetriebnahme im Abschnitt Kowary Górne–Jelenia Góra für den Reiseverkehr ist geplant. Am 15. Juni 2025 wurde der Abschnitt von Myslakowice bis Jelenia Gora als Teil der Verbindung nach Karpacz wieder in Betrieb genommen.

## Geschichte
Der erste Abschnitt zwischen Hirschberg und Schmiedeberg wurde schon am 15. Mai 1882 durch die Preußische Staatsbahn eröffnet. Die Fortführung über den Pass nach Landeshut wurde erst nach der Jahrhundertwende erbaut. Um den enormen Höhenunterschied bis zur Passhöhe zu überwinden, war bei Schmiedeberg eine sehr gewundene Trassenführung mit Dämmen und Einschnitten erforderlich, damit die erforderliche künstliche Längenentwicklung erzielt werden konnte. Die Passhöhe selbst wurde in einem längeren Scheiteltunnel unterquert. Am 5. Juni 1905 verkehrten die ersten Züge durchgängig bis Landeshut.
Ab 1911 waren schon die Schlesische Gebirgsbahn und ein großer Teil der anschließenden Strecken mit Einphasenwechselstrom 15 kV, 16 2/3 Hz elektrifiziert worden. Anfang der 30er wurde als eine der letzten Strecken in Schlesien auch die Verbindung Hirschberg–Landeshut mit elektrischer Fahrleitung ausgerüstet. Am 19. Dezember 1932 wurde der elektrische Zugbetrieb aufgenommen.

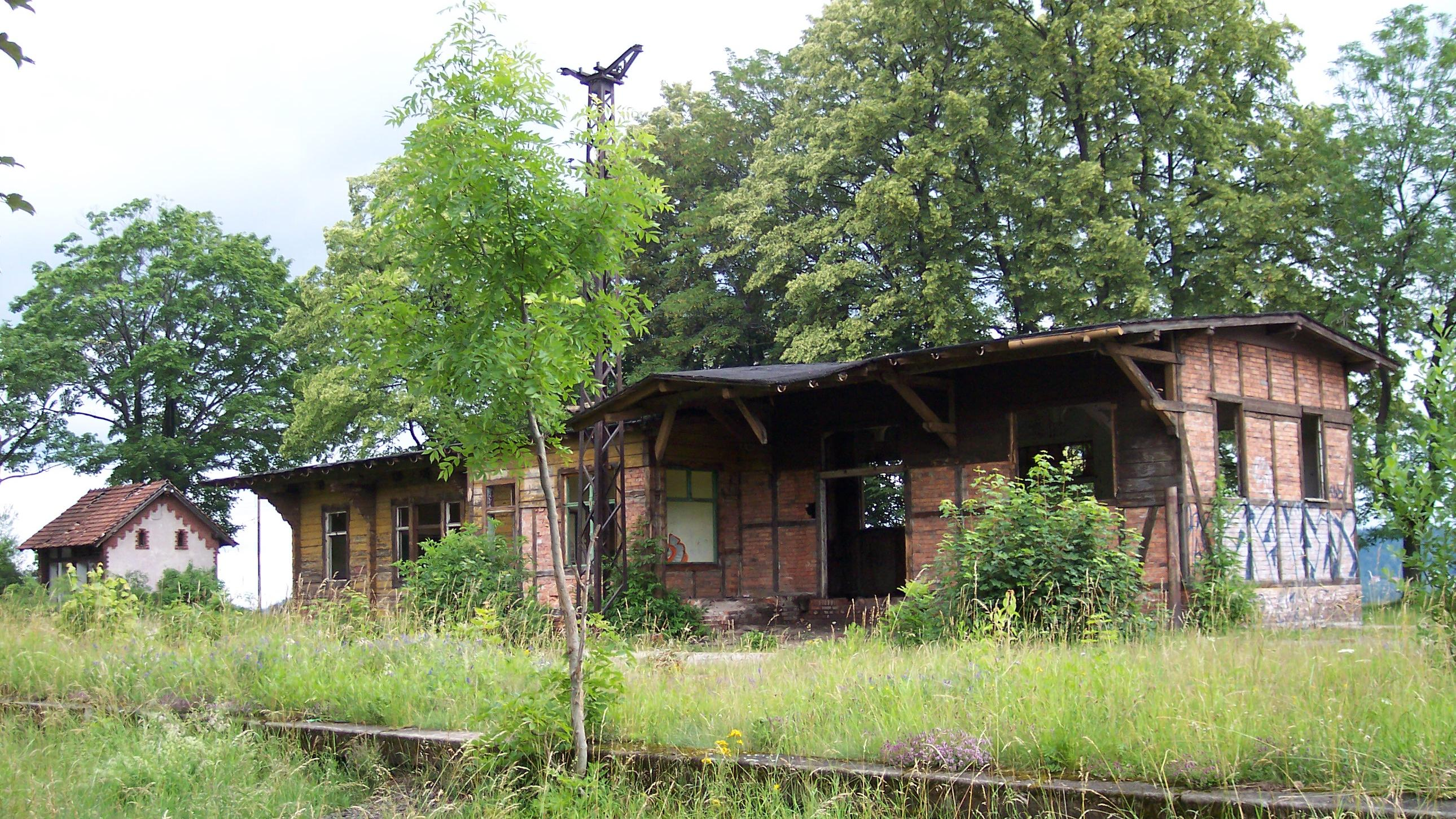
Haltepunkt Kowary Średnie (2007)

Nach dem Zweiten Weltkrieg kam Schlesien unter polnische Verwaltung und die Strecke gelangte ins Eigentum der Polnischen Staatsbahn (PKP). Die Betriebsstellen trugen fortan neu erfundene polnische Namen. Zudem wurde die bislang von Hirschberg (Rsgb) Hbf ausgehende Kilometrierung auf Warschau ausgerichtet. Der Nullkilometer befindet sich seitdem im Bahnhof Landeshut (Kamienna Góra).
Nach Beseitigung der Schäden an der Energieversorgung konnte im Sommer 1945 der elektrische Zugbetrieb mit den wenigen verbliebenen Fahrzeugen wieder aufgenommen werden. Wegen des gesprengten Rohrlacher Tunnels wurde zunächst sämtlicher Zugverkehr zwischen Hirschberg und Waldenburg über die Nebenbahn Hirschberg–Landeshut abgewickelt. Am 8. Juli 1945 wurde der elektrische Betrieb eingestellt und die elektrischen Fahrleitungen wurden als Reparationsleistung für die Sowjetunion demontiert. 
Die PKP betrieb die Gesamtstrecke noch bis 1986. Güterverkehr gab es danach noch von Jelenia Góra bis Kowary und von Kamienna Góra bis Ogorzelec. Im Reisezugverkehr wurde zunächst der Abschnitt bis Mysłakowice von den Personenzügen in Richtung Karpacz (Krummhübel) bis 2000 weiter bedient. Seit 2005 fand Güterverkehr nur noch bis Mysłakowice  (Zillertal-Erdmannsdorf) statt; seit dem 1. Januar 2007 ist die Gesamtstrecke stillgelegt.

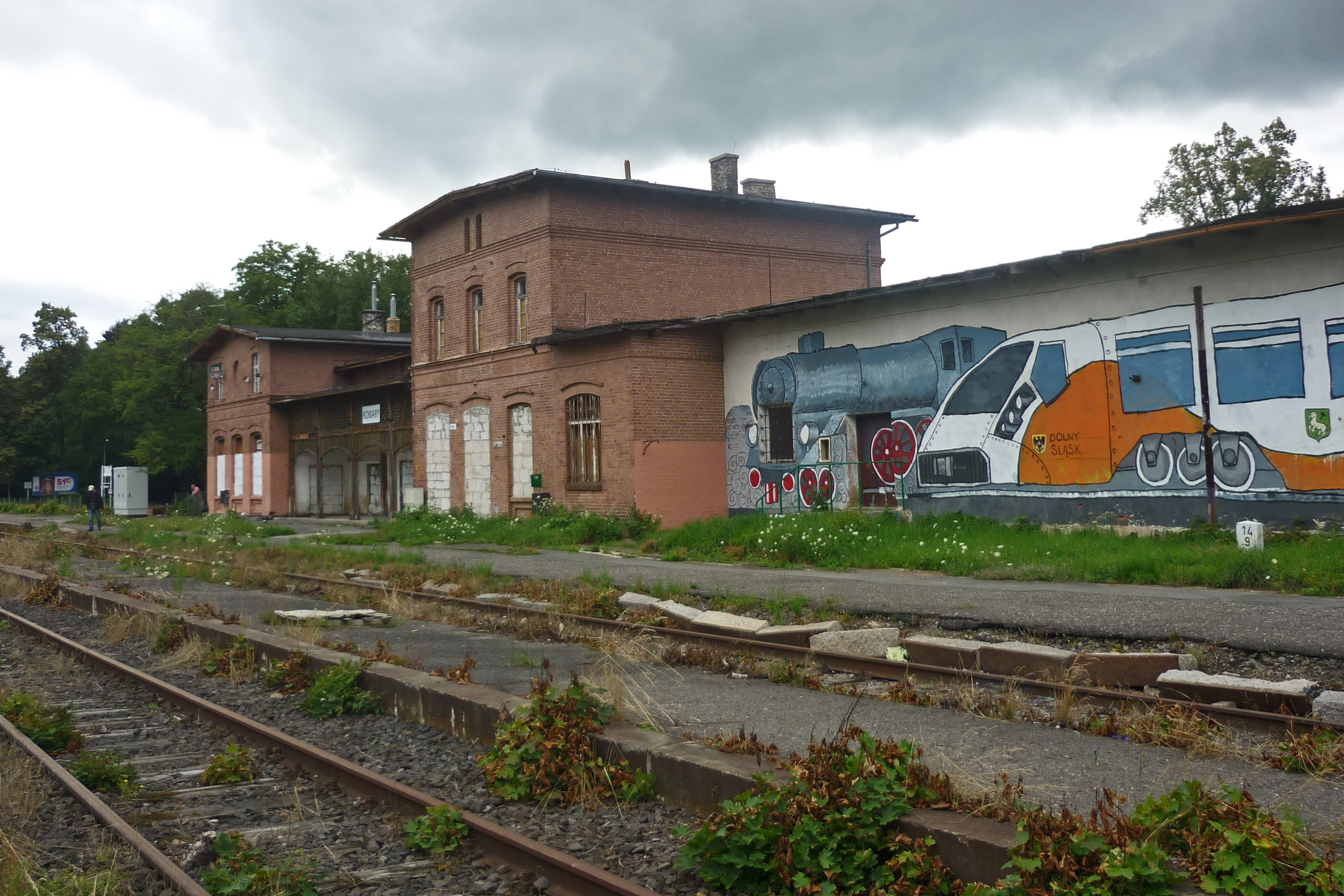
Bahnhof Kowary (2016)

Seit August 2016 gab es Planungen seitens der Woiwodschaft Niederschlesien, den Abschnitt Jelenia Góra–Kowary Górne zusammen mit der abzweigenden Strecke nach Karpacz wieder in Betrieb zu nehmen. Im Februar 2021 übernahm das wojewodschaftseigene Infrastrukturunternehmen Dolnośląska Służba Dróg i Kolei we Wrocławiu (DSDIK) die Strecke unentgeltlich vom staatlichen Infrastrukturunternehmen PKP Polskie Linie Kolejowe (PLK). Mit finanziellen Mitteln aus einem nationalen Wiederaufbauprogramm in Höhe von 100 Millionen Złoty ist die Instandsetzung der Strecke zwischen Jelenia Góra und Kowary Górne geplant. Dabei soll auch der 1945 eingestellte elektrische Betrieb wieder aufgenommen werden.
Die Arbeiten zur Instandsetzung der Strecke begannen im Mai 2022. Die Bauzeit war zunächst mit 15 Monaten veranschlagt. Die Wiedereröffnung der Strecke für den Reiseverkehr zwischen Jelenia Góra und Mysłakowice war zum Fahrplanwechsel im Juni 2024 geplant, was sich mehrfach verzögerte. Stand Juli 2024 war das neue Gleis zwischen Jelenia Góra und Mysłakowice fertiggestellt, die weitere Strecke bis Kowary Górne war in Vorbereitung der Instandsetzung vom Bewuchs freigeschnitten. 
Die Stadt Kowary restaurierte im Jahr 2023 das Empfangsgebäude des Bahnhofs Kowary und richtete darin die Tourist-Information und ein Museum ein. Weitere Räume werden für die Stadtbibliothek genutzt. Am 18. Dezember 2024 fuhr das erste Mal seit 25 Jahren wieder ein Zug für geladene Gäste auf dem fertiggestellten Abschnitt zwischen Jelenia Góra und Mysłakowice.
Der seit 15. Juni 2025 gültige Fahrplan der Koleje Dolnośląskie (KD) sieht täglich acht Personenzugpaare im Zweistundentakt in der Relation Jelenia Góra–Karpacz vor.

## Fahrzeugeinsatz
Prägend für die Bahnstrecke von Hirschberg nach Landeshut waren die von der Preußischen Staatsbahn als 501 Breslau bis 506 Breslau speziell für den Betrieb auf den schlesischen Strecken beschafften elektrischen Triebzüge. Diese dreiteiligen Triebwagen bestanden aus einem mittig angeordneten Motorwagen, der auch ein Dienstabteil trug und zwei dreiachsigen Steuerwagen mit Abteilen 2. und 3. Klasse. Die Deutsche Reichsbahn bezeichnete die Fahrzeuge später als Baureihe ET 87.
Außerdem kamen auch die ab 1934 beschafften modernen Triebzüge der DR-Baureihe ET 51 zum Einsatz. Ein altes Foto von 1938 zeigt einen ET 51 mit je einem Bei- und Steuerwagen zwischen Mittel- und Ober-Schmiedeberg.